# 헨리 밀러
헨리 밀러(Henry Valentine Miller , 1891년 12월 26일 ~ 1980년 6월 7일)는 미국의 소설가이다.

## 생애
뉴욕주 요크빌에서 출생, 소년시절부터 독서에 열중했고 해거드, 콜리지, 쿠퍼, 마크 트웨인 등의 문학작품을 애독했다.
1909년(18세) 뉴욕 시립 대학에 입학했으나 규칙이나 제도에 반발하여 퇴학, 그 후 시멘트 회사와 웨스턴 유니온 전신회사 등에 근무했고, 1924년(33세) 두 번째 아내 준 스미스와 결혼했다. 밀러의 많은 작품 가운데 준을 모델로 한 인물이 등장하는데 일생을 통해 그녀의 영향을 많이 받았다.
1930년에는 혼자 유럽으로 건너가 많은 학자들과 교제했고, 〈북회귀선(北回歸線)〉(1934년) 이후 대부분의 작품은 유럽에서 출판되어 이국(離國) 작가라 불리기도 했다. 〈검은 봄〉(1936년), 〈남회귀선(南回歸線)〉(1939년)에서는 현대의 허망(虛妄)에서 탈출한 인간정신을 다루어, 성(性)을 신성시하지 않은 채 인간의 본질과 그것이 자유로이 개화할 수 있는 가능성을 자신의 체험을 통해 예술 속에 재생시키려 했다. 〈섹서스〉(1949년), 〈프렉서스〉(1953년), 〈넥서스〉(1960년)는 미국에서 수입이 금지되었으나 세계의 주목을 끌었으며, 휘트먼, 랭보 등의 영향을 받았다고 전해진다.
1967년(74세) 일본의 재즈 피아니스트 호키 도쿠타와 여덟 번째 결혼을 했다.